# New Paris (Pennsylvania)
New Paris  è una borough degli Stati Uniti d'America, nella contea di Bedford nello Stato della Pennsylvania. Secondo il censimento del 2000 la popolazione è di 214 abitanti.

## Società

### Evoluzione demografica
La composizione etnica vede una maggioranza della razza bianca (99,53%) seguita da quella asiatica (0,47%), dati del 2000.
| borough di New Paris Popolazione |     |
| 2000                             | 214 |
| Stima al 2009                    | 199 |